# مل‌رز
مل‌رز (به انگلیسی: Melrose) شرکت سرمایه‌گذاری بریتانیایی است، که در زمینه مبادله سهام و خریداری شرکت‌های دچار بحران و تبدیل آنها به شرکتی سودآور فعالیت می‌کند.
شرکت مل‌رز در سال ۲۰۰۳ تأسیس شد و در حال حاضر دفتر مرکزی این شرکت در شهر لندن، قرار دارد. بخشی از سهام این شرکت در بازار بورس لندن مبادله می‌شود.